# Ulica Wiślna w Krakowie
Ulica Wiślna – ulica w Krakowie, w dzielnicy I Stare Miasto, na Starym Mieście.
Wytyczona została w czasach lokacji miasta, w 1257 roku. Jej nazwa występowała już w 1311 roku. Prowadziła od Rynku w stronę Wisły i portu rzecznego. Kończyła się bramą nazywaną Wiślną lub Wodną rozebraną na początku XIX wieku. Jej naturalnym przedłużeniem jest Ulica Zwierzyniecka.
Od strony Rynku znajdował się dom książąt Mazowieckich a od strony ul. św. Anny dom „krwawego burmistrza” Erazma Czeczotki.
Rozmus, czyli Erazm Czeczotka był „zaciekłym pieniaczem, niezmiernie chciwym lichwiarzem, oddanym niepohamowanej żądzy użycia i gorącym wielbicielem Wenery...” – tak opisuje burmistrza Józef Muczkowski w książce „Krwawy burmistrz – kartka z dziejów mieszczaństwa krakowskiego w XVI wieku” wydanej przez Bibliotekę Krakowską w roku 1935.
Budynek pochodzi z roku 1561, wzniesiony przez Gabriela Słońskiego i Ambrożego Morosiego, wielokrotnie był przebudowywany. Przed drugą wojną światową mieściła się tu restauracja o secesyjnych wnętrzach, a na I piętrze kawiarnia „Secesja”. Z czasów renesansu zachowały się od strony podworca kamienne detale.
W 1409 r. wybudowano Bursę Ubogich na rogu z ul. Gołębią. Przeznaczona miała być dla studentów. Bursę Ubogich odnowił i rozbudował ok. 1462 r. Jan Długosz. W 2 poł. XVI w. królowa Anna Jagiellonka przeznaczyła na jej restaurację znaczną sumę – bursę zaczęto nazywać Jagiellońską. W 1786 r. budynek Bursy Ubogich przeznaczono na Bursę Chirurgów. W początkach XIX wieku znajdowały się tu koszary wojskowe, doprowadziło to do znacznej dewastacji gmachu.
Władze Uniwersytetu z powodu braku środków na odbudowę sprzedały budynek w 1838 r. Nowy właściciel rozebrał stare mury Bursy i wybudował na jej miejscu klasycystyczną kamienicę.
Przy ulicy znajduje się skrzydło pałacu Biskupiego, gdzie do końca kwietnia 2021 roku mieściła się m.in. redakcja „Tygodnika Powszechnego”. Pierwsze wzmianki o rezydencji w obecnym miejscu pochodzą z końca XIV wieku.
W połowie XVII w. został gruntownie rozbudowany. Rozbudowę wiąże się z biskupem Piotrem Gembickim (lata rządów 1642–1657). Powstał wczesnobarokowy budynek na planie nieregularnego czworokąta skupiony wokół dziedzińca. Zachowano większość dawniejszych elementów architektonicznych. W wyniku tego powstał monumentalny budynek z szeroką fasadą południową flankowaną w narożach belwederami. Funkcję wejścia głównego pełnił portal wejścia od ul. Wiślnej. Z tego okresu pochodzi m.in. obecny portal wejścia od ul. Franciszkańskiej.

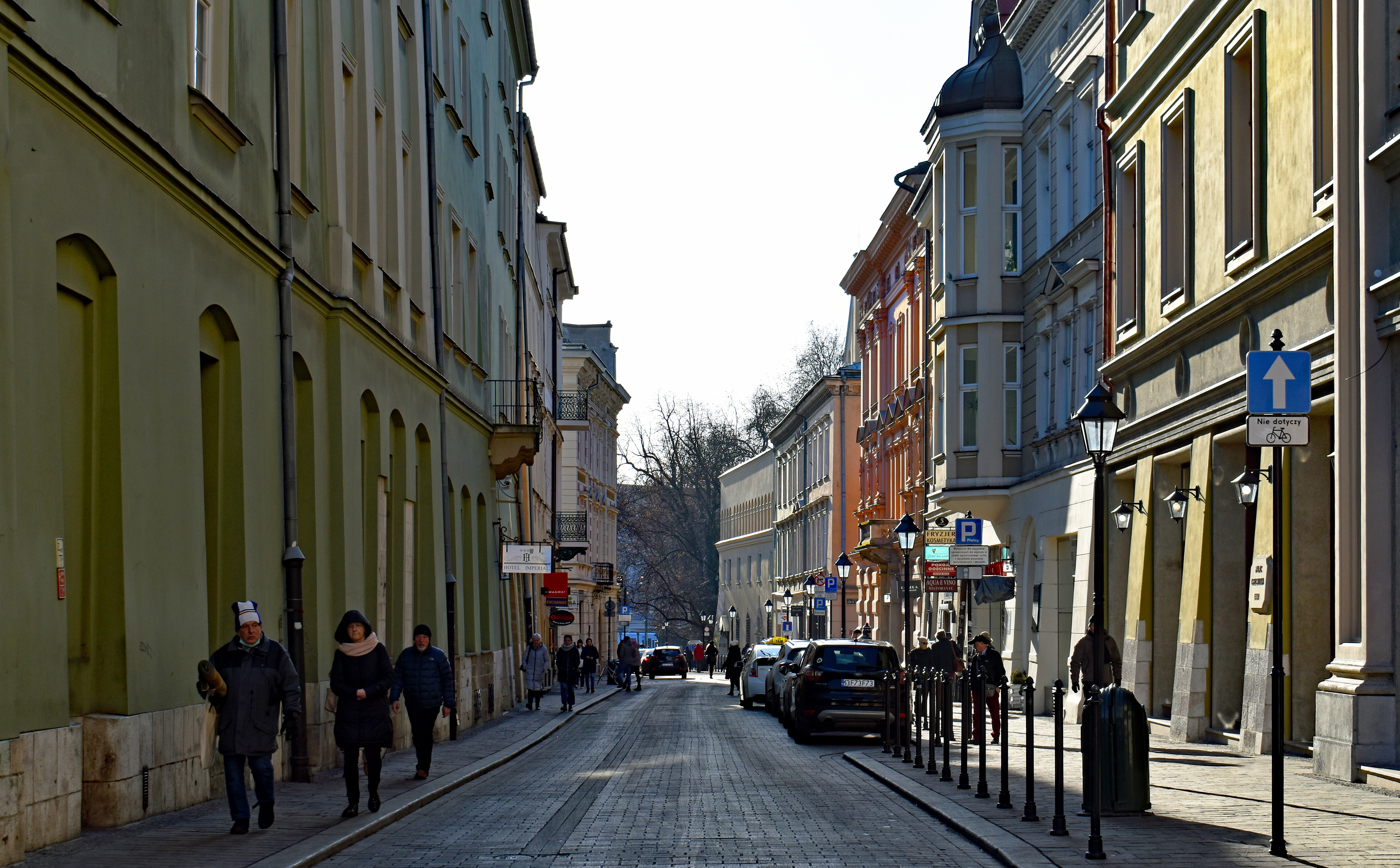
Ulica widziana z Rynku Głównego
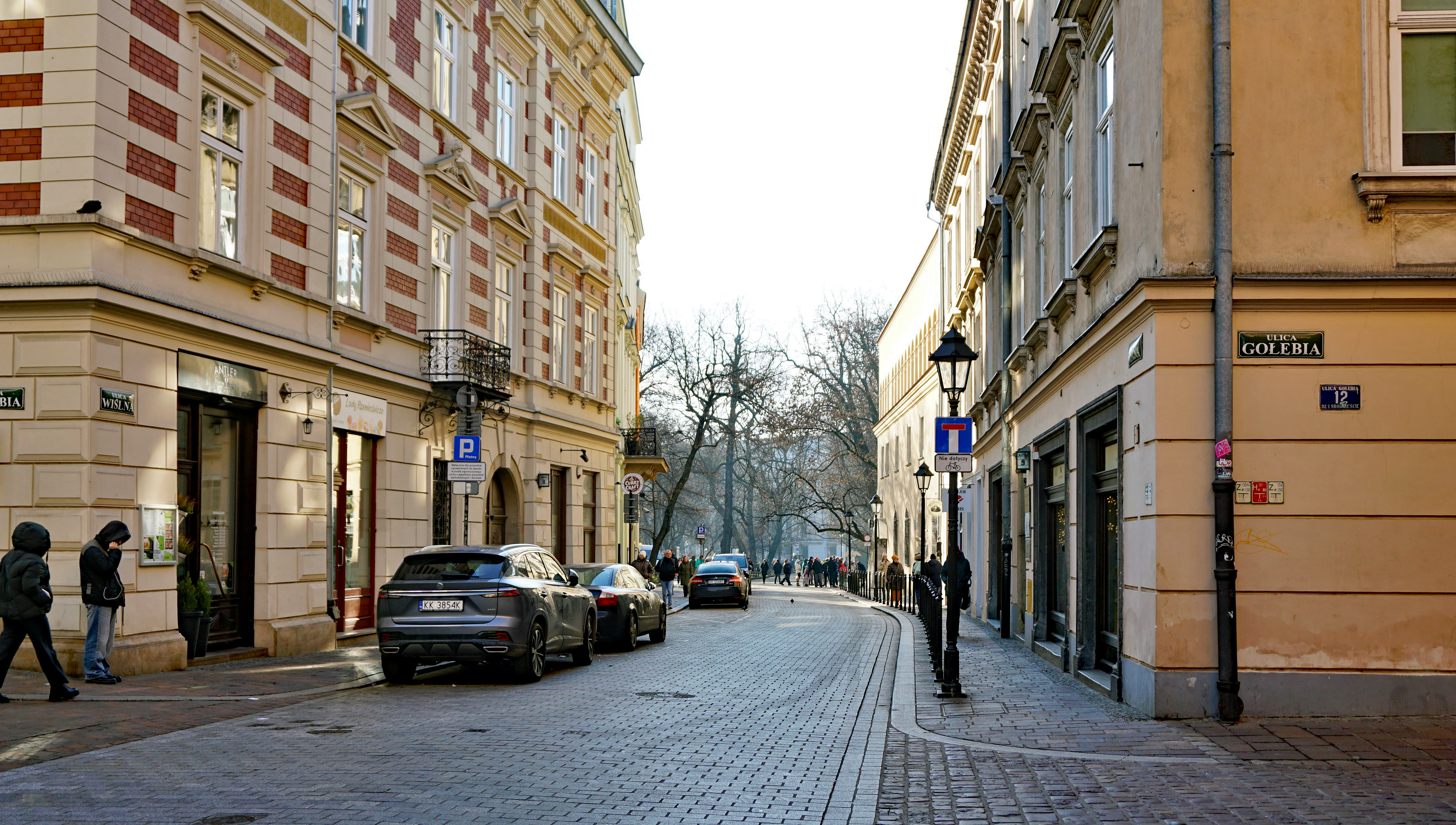
Widok na południe na skrzyżowaniu z ulicą Gołębią
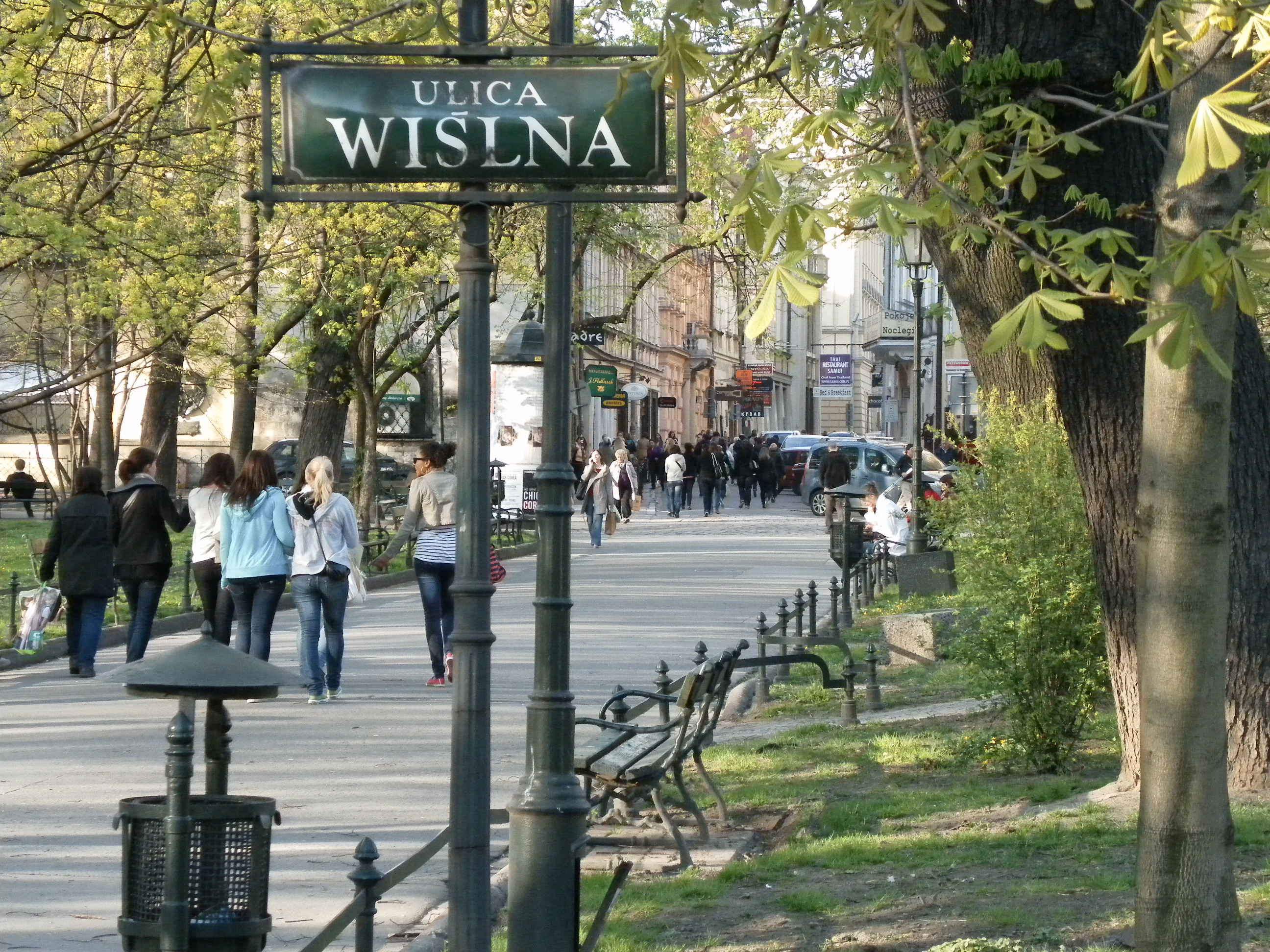
Ulica Wiślna, widok od strony Plant
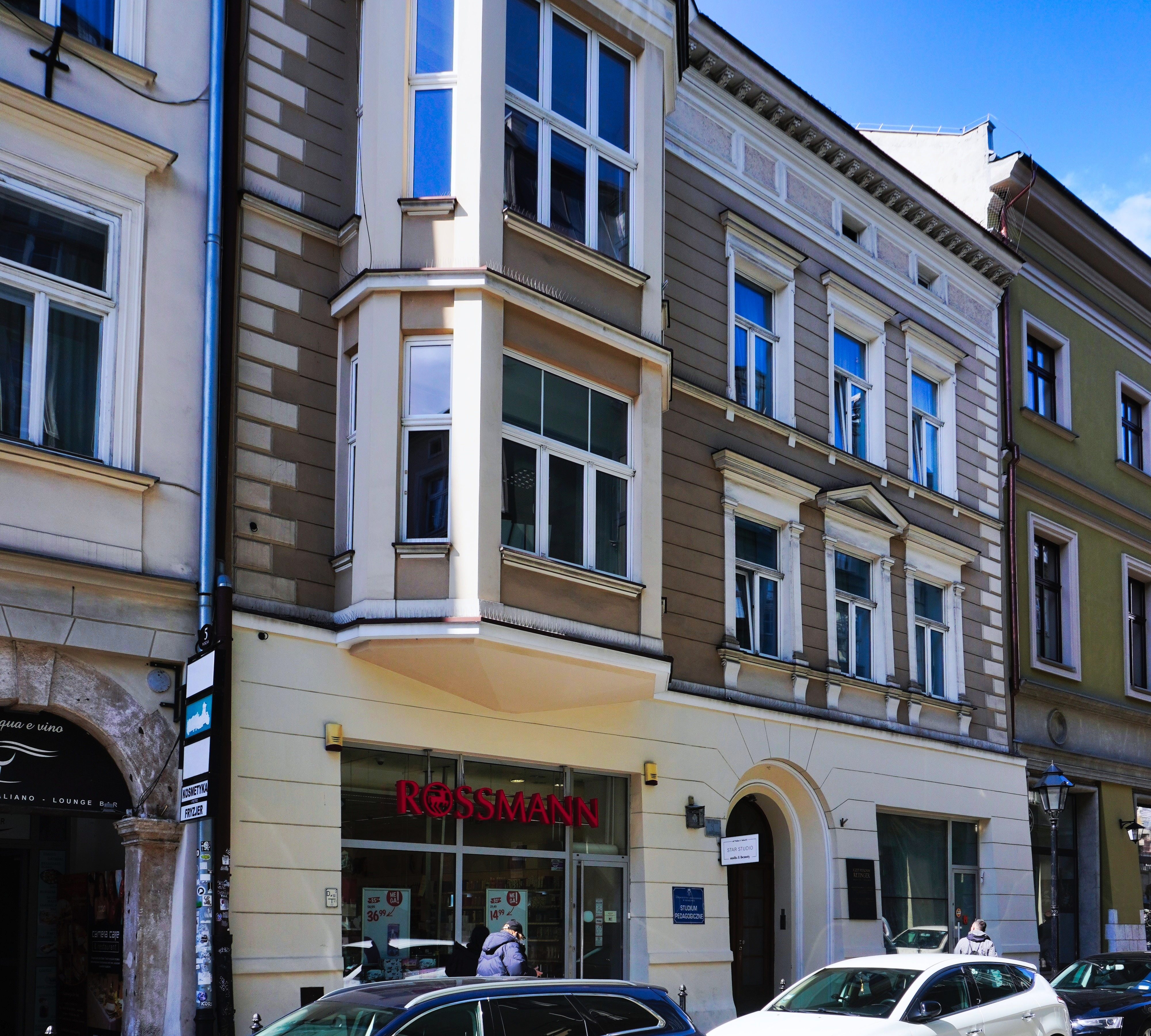
ul. Wiślna 3 Kamienica
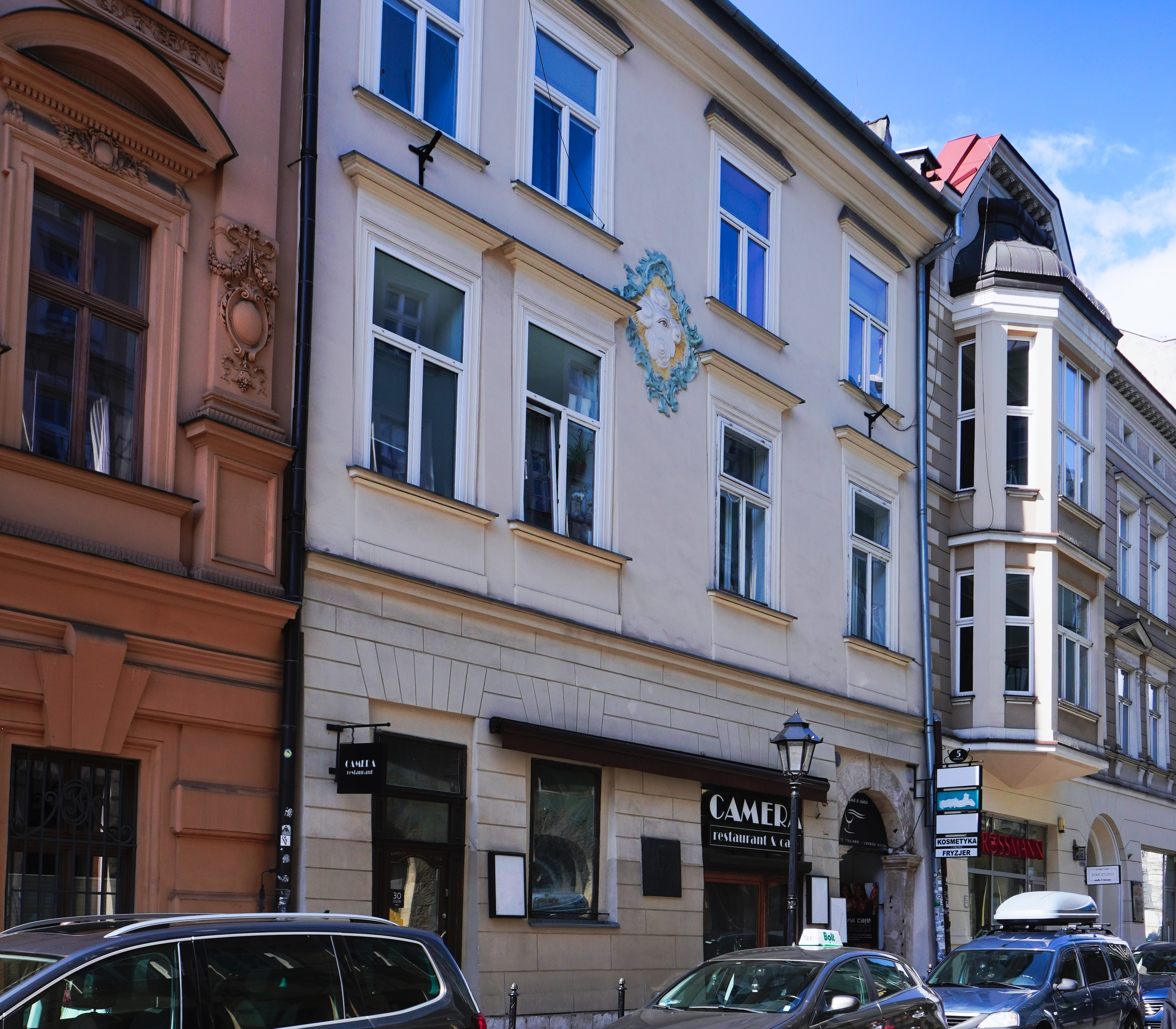
ul. Wiślna 5 Zabytkowa kamienica
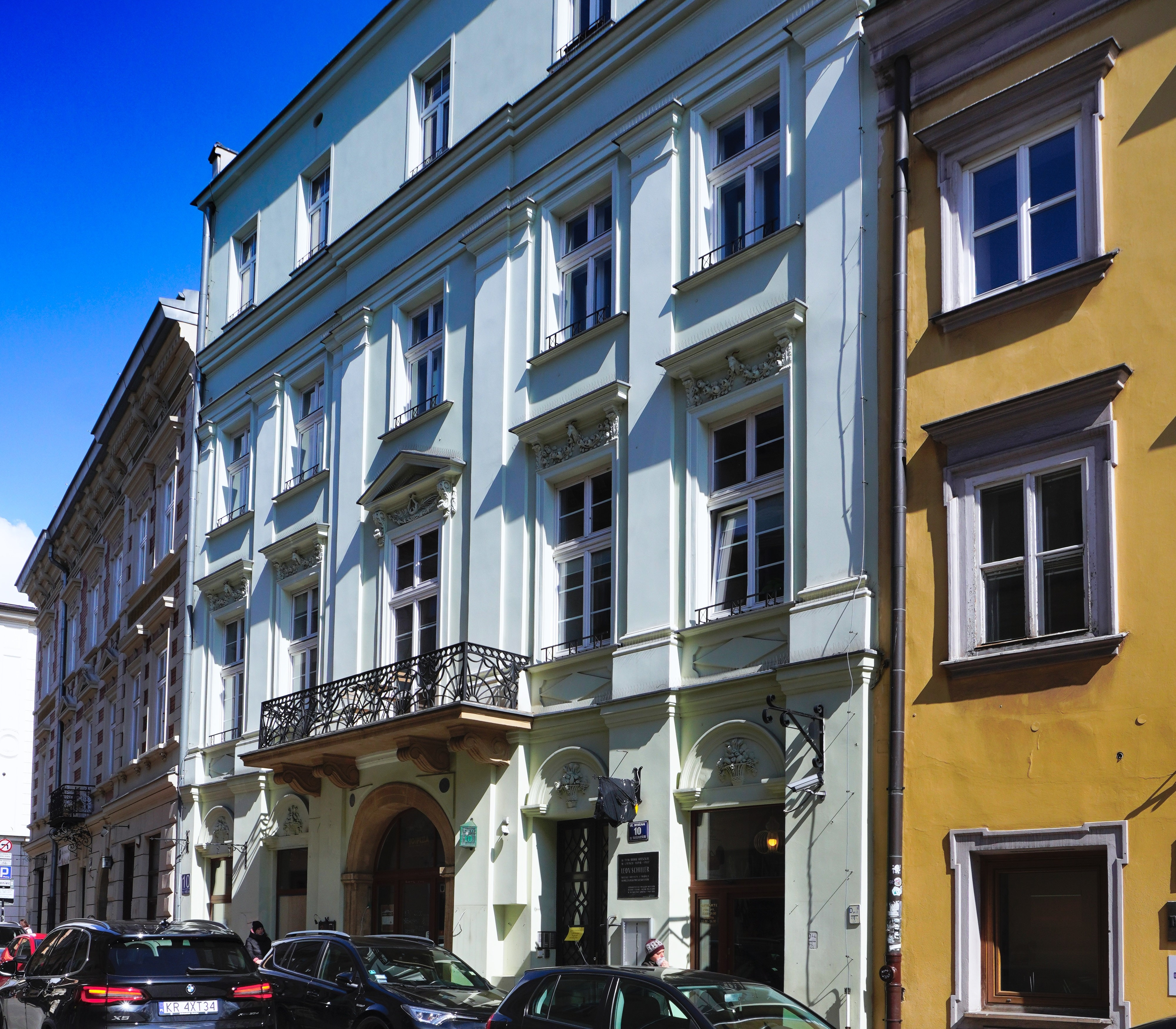
ul. Wiślna 10 Zabytkowa kamienica